# Majolka Šuklje
Majolka Šuklje [majólka šúklje] (rojstno ime Milena Šuklje), slovenska gledališka in filmska igralka, * 29. avgust 1929, Ljubljana, † 4. avgust 1997, Golnik.
Leta 1952 je diplomirala na Akademiji za igralsko umetnost v Ljubljani, na Dunaju se je učila izraznega plesa. Od leta 1964 je bila članica ansambla Slovenskega mladinskega gledališča. Nastopila je v več filmih jugoslovanske produkcije, ob koncu kariere je v filmu Babica gre na jug iz leta 1991 odigrala glavno (naslovno) vlogo. Leta 1981 je prejela Borštnikovo nagrado za igro.

## Filmografija
- Lucky Number (1999, kratki igrani film)
- Babica gre na jug (1991, celovečerni igrani film - naslovna vloga)
- Ječarji (1990, celovečerni igrani film)
- Do konca in naprej (1990, celovečerni igrani film)
- Poletje v školjki 2 (1988, celovečerni igrani film)
- Nasmehi (1987, celovečerni igrani TV film)
- Naš človek (1985, celovečerni igrani film)
- Butnskala (1985, celovečerni igrani film)
- Trije prispevki k slovenski blaznosti (1983, celovečerni igrani film)
- Draga moja Iza (1979, celovečerni igrani film)
- To so gadi (1977, celovečerni igrani film)